# Franz Gog
Franz Xaver Gog (* 24. April 1907 in Öpfingen; † 10. Juni 1980 in Sigmaringen) war ein deutscher Jurist und Politiker der CDU.

## Ausbildung und Beruf
Nach dem Abitur am Gymnasium Ehingen studierte Gog von 1927 bis 1931 in München, Kiel und Tübingen Rechtswissenschaft, legte 1932 die erste und 1935 die zweite juristische Staatsprüfung ab. Ab 1940 war er Landgerichtsrat am Landgericht Hechingen, wo er 1952 nach einigen Jahren als Oberamtsrichter in Sigmaringen (ab 1945) zum Landgerichtsdirektor ernannt wurde. Nebenamtlich wirkte Gog von 1973 bis zu seinem Tod als Richter am Staatsgerichtshof für das Land Baden-Württemberg.
Gog war während des Zweiten Weltkriegs im Frankreichfeldzug und beim Russlandfeldzug im Südabschnitt eingesetzt, später in Schleswig-Holstein, wo er in britische Kriegsgefangenschaft geriet.
1940 heiratete er in Haigerloch die Medizinerin Magdalena Strobel, mit der er drei Kinder hatte. Nach dem Tod seiner ersten Frau im Jahre 1966 heiratete er 1974 in Beuron Elisabeth Walter.

## Politische Tätigkeit
Gog war 1945 eines der Gründungsmitglieder der Sigmaringer CDU und wurde dort 1946 in den Kreistag gewählt. 1947 wurde er als Vertreter Hohenzollerns in die Beratende Landesversammlung des Landes Württemberg-Hohenzollern entsandt. Vor 1947 bis 1952 war er Mitglied des Landtags für Württemberg-Hohenzollern und dort ab 1948 Vorsitzender der Fraktion der CDU. Ab 1950 gehörte er dem Hauptausschuss der in Karlsruhe gegründete Arbeitsgemeinschaft für die Vereinigung Baden-Württemberg an. 1952 wurde er in den ersten Landtag von Baden-Württemberg gewählt, der gleichzeitig als verfassungsgebende Versammlung für Baden-Württemberg fungierte und war darin ab dem 9. Juli 1952 Vorsitzender des Verfassungsausschusses. Gog gehörte dem Landtag bis 1972 an. Von 1964 bis 1968 war er dessen dritter Vizepräsident.
Gog war von 1950 bis 1972 Vorsitzender des Kommunallandtages beim Landeskommunalverband der Hohenzollerischen Lande in Sigmaringen.

## Auszeichnungen und Ehrenämter
1953 erhielt Gog das Große Verdienstkreuz des Verdienstordens der Bundesrepublik Deutschland, 14 Jahre später den Stern zum Großen Verdienstkreuz. Von der CDU wurde er 1956 anlässlich Konrad Adenauers 80. Geburtstag mit der Treuemedaille der Bundes-CDU ausgezeichnet. Er war Ehrenmitglied beim Landesverband der Feuerwehren Württemberg-Hohenzollerns. Weitere Auszeichnungen erhielt er vom Sozialverband VdK Deutschland, dem Deutschen Volksmusikverband, dem Deutschen Alpenverein und dem Württembergischen Sparkassen- und Giroverband.
Gog gehörte dem Rundfunkrat des Südwestfunks Baden-Baden, dem Präsidialausschuss des Gesamtverbandes der Versicherungswirtschaft, dem Württembergischen Sparkassen- und Giroverband und dem Verwaltungsrat der Württembergischen Girozentrale und der Öffentlichen Bausparkasse Württemberg an.